# Яблунівка (річка)
Яблунівка — річка в Самбірському районі Львівської області, права притока Стрию (басейн Дністра).

## Опис
Довжина річки приблизно 4 км. Висота витоку над рівнем моря — 625 м, висота гирла — 620 м, падіння річки — 5 м, похил річки — 1,25 м/км. Формується з багатьох безіменних струмків.

## Розташування
Бере початок у лісовому масиві на північно-західній стороні від села Межигір'я. Тече переважно на північний захід через село Яблунів і на північно-східній стороні від села Заріччя впадає в річку Стрий, праву притоку Дністра.